# Metaleptobasis selysi
Metaleptobasis selysi är en trollsländeart som beskrevs av Santos 1956. Metaleptobasis selysi ingår i släktet Metaleptobasis och familjen dammflicksländor. Inga underarter finns listade i Catalogue of Life.